# Arvo Kruusement
Arvo Kruusement, né à Undla le 20 avril 1928, est un acteur, scénariste et réalisateur estonien.

## Biographie
Né à Undla dans le Comté de Viru occidental, Arvo Kruusement est scolarisé à l'école de Kadrina. Après ses études secondaires à l'école de commerce de Rakvere il étudie l'art dramatique à l'Académie russe des arts du théâtre dont il sort diplômé en 1953.
En 1953-1961, il travaille au Théâtre dramatique d'Estonie de Tallinn. En 1962-1964, il devient metteur en scène de Endla teater de Pärnu. En 1965-1991, il poursuit sa carrière aux studios Tallinnfilm où il apparait dans huit films en tant qu'acteur et signe sept films en tant que réalisateur. La critique note tout particulièrement sa trilogie Printemps (1969), Été (1976), Automne (1990) adaptée d'après les livres d'Oskar Luts.
Décoré de l'ordre de l'Étoile blanche d'Estonie de 3e classe en 2000, il reçoit le prix de l'identité nationale en 2012.

## Filmographie partielle

### réalisateur
- 1969 : Printemps (Kevade)
- 1971 : Don Juan à Tallinn (et)
- 1976 : L'Été (Suvi)
- 1990 : L'Automne (Sügis)

### acteur
- 1962 : Mon petit frère (Moy mladshiy brat) de Alexandre Zarkhi : Matti